# O Senhor e a Serva
O Senhor e a Serva é uma futura série de televisão brasileira produzida pela Seriella Productions, com previsão de estreia para setembro de 2025, pelo streaming Univer Video, e posteriormente na Record.
É um spin-off de Paulo, o Apóstolo e tem roteiro assinado por Cristiane Cardoso em parceria de Aline Munhoz, Barbara Carmona, Carolina Viel, Caroline Bomfim, Jaqueline Corrêa e Raphaela Castro e com direção geral de Guga Sander, tendo como pano de fundo as origens da igreja primitiva.
Conta com Nathalia Florentino, Dudu Pelizzari, Barbara França, Rafael Sardão, Thais Melchior e Cesar Pezzuoli nos papeis principais.

## Enredo
Em meio à grandiosidade e crueldade do Imperio Romano, a minissérie narra a jornada de Elisa (Nathalia Florentino), uma jovem marcada pela perda, mas inabalável em sua fé.  Entregue como serva à casa de Caius (Dudu Pelizzari), um herói de guerra emudecido pela dor, ela encontra um lar dividido por mágoas e silêncios.
As filhas de Caius, carentes de afeto, e o próprio senhor, envolto em sombras e paixões vazias, são impactados pela luz e bondade de Elisa. Enquanto Roma celebra a inauguração do Coliseu com cem dias de violência e espetáculo, os cristãos enfrentam perseguições implacáveis.
Nesse cenário sombrio, paixões se entrelaçam, segredos vêm à tona e personagens marcantes traçam seus destinos entre amor, fé e a luta pela sobrevivência. Inspirado em fatos históricos, O Senhor e a Serva é um épico de resistência e esperança, onde o amor que nasce da fé é a única chama capaz de vencer a escuridão. 

## Elenco
| Intérprete          | Personagem |
| ------------------- | ---------- |
| Nathalia Florentino | Elisa      |
| Dudu Pelizzari      | Caius      |
| Barbara França      | Messalina  |
| Caio Vegatti        | Petronius  |
| Thais Melchior      | Isabella   |
| Carlo Porto         | Priscus    |
| Giovanna Veiga      | Aelia      |
| Carol Binder        | Zita       |
| Clara Portella      | Vita       |
| Cesar Pezzuoli      | João       |
| Marcelo Arnal       | Anacleto   |
| Rafael Sardão       | Magnus     |
| Isa Salmen          | Fortuna    |
| Regina Remencius    |            |
| Alex Morenno        | Quintus    |
| Juliana Schalch     | Valéria    |
| Bruno Guedes        | Décius     |
| Laís Gavazzi        | Lívia      |
| Vinícius Wester     |            |
| Jhoão Scarpa        | Lucius     |
| Isabel Guerón       | Quésia     |
| Alcemar Vieira      | Teófilo    |
| Michelle Martins    | Cláudia    |

### Participação Especial
| Intérprete         | Personagem         |
| ------------------ | ------------------ |
| Fhelipe Gomes      | Teófilo (jovem)    |
| Dominique Bueno    | Quésia (jovem)     |
| Gabriel Reif       | Magnus (Jovem)     |
| Felipe Coutinho    | Caius (jovem)      |
| Lorenna Rodrigues  | Elisa (criança)    |
| Malu Mello         | Isabella (criança) |
| Maria Guerra Neder | Raquel             |
| Arthur Moraes      | Marcelo            |
| Felipe Miguel      |                    |
| Daniel Dalcin      |                    |

## Produção

### Escolha do Elenco
Após o sucesso de sua interpretação em A Rainha da Pérsia, a atriz Nathalia Florentino foi o primeiro nome escolhido para viver a protagonista de "O Senhor E A Serva". Em seguida, foi anunciado o nome do ator Dudu Pelizzari - que anteriormente estava cotado para interpretar o personagem Agripa II, em Paulo, O Apóstolo, mas que foi substituído pelo ator Cirillo Luna - para viver Caius, personagem que viverá um romance com a personagem da Nathalia. Posteriormente outros nomes foram sendo divulgados, tais como Rafael Sardão, Barbara França, César Pezzuoli, Thais Melchior, Carlo Porto e entre outros.

### Reunião de Elenco e Equipe de Produção
No dia 17 de junho de 2025, um encontro entre o elenco e equipe de produção, agitou o Complexo de Dramaturgia e Estúdios da Seriella Productions, no Rio de Janeiro. A reunião teve um grande diferencial: a leitura do primeiro capítulo da trama de forma inédita e exclusiva aos convidados. Com apenas 10 episódios, a minissérie tem direção geral de Guga Sander e direção de núcleo de Leonardo Miranda (que também é diretor de "Paulo, O Apóstolo").
Durante o evento, ou "Coffee Break de boas-vindas", os protagonistas Nathalia Florentino e Dudu Pelizzari falaram emocionados sobre o processo de preparação, o encontro com os colegas de cena/núcleo: 
"É muito especial esse primeiro encontro porque entramos em contato com o roteiro meses atrás e imaginamos quem faria os personagens. E agora, colocar rostos em cada um deles, é incrível", destacou Nathalia.
Dudu Pelizzari, que interpreta seu primeiro protagonista na Record, agradeceu a oportunidade concedida pela Seriella-Record, apresentando Caius como um personagem rico, cheio de camadas e que isso é o que os atores e atrizes buscam em sua profissão. "Que esse projeto seja lindo!", elogiou Dudu.

### Gravações
No dia 23 de junho de 2025 foi dado o start das gravações da minissérie. Finalmente, após quatro meses de estudos intensos e preparações, Nathalia Florentino e Dudu Pelizzari e parte do elenco do derivado de "Paulo, O Apóstolo" começaram seus trabalhos no set de filmagem. Dudu descreveu a série como "um dos projetos mais interessantes" que já trabalhou e contou um pouco sobre o primeiro dia frente às câmeras:
"É o encontro de muitos departamentos talentosíssimos [...] é como se fosse o fim do processo gestacional do personagem e tem a importância de ser o nascimento dele. Encontrei a emoção do Caius a partir dos ensaio que tive com a Nathalia e vice-versa. A gente está muito curioso pra ver esse encontro cheio de camadas, de desencontros, de fé e de afeto".
Já Nathalia enalteceu a sua interação com o par romântico da ficção bíblica:
"Eu e o Dudu criamos uma sintonia e conexão muito legais, de imediato. É um ator incrível, que eu admiro muito. O nosso jeito de trabalhar também se misturou e está sendo maravilhoso".
Quem também marcou presença na primeira semana de filmagens foi a atriz Thais Melchior, que interpreta a Isabella.
"Estou abrindo os trabalhos e estou muito feliz com esse projeto, realizada [...] É uma personagem diferente de tudo o que eu já fiz na emissora, bem distinta da Raquel [de Gênesis], então está sendo fascinante", contou a atriz.
A equipe de filmagem, a direção e o elenco também gravaram cenas cruciais para a trama em um olival na Fazenda Irerama, em Poços de Caldas-MG. As filmagens aconteceram durante quatro dias e contaram com a participação dos atores Dudu Pelizzari, Nathalia Florentino, Daniel Dalcin, Felipe Miguel, Giovanna Veiga, Rafael Sardão, Regina Remencius, Juliana Schalch, Marcelo Arnal, Michelle Martins, Jhoao Scarpa, e os atores mirins Arthur Moares, Carolina Binder e Clara Portella.